# Parque natural de El Hondo
El parque natural de El Hondo (en valenciano parc natural de El Fondo) es un espacio natural protegido español situado entre los municipios de Crevillente y Elche (en la comarca del Bajo Vinalopó) y Catral y Dolores (en la comarca de la Vega Baja del Segura).
El río Vinalopó desemboca en el azarbe de Cebadas, Sivaes o Niño, con quien se encuentra transversalmente al este del embalse de Levante de El Hondo. Dicho canal tiene dos desembocaduras, una en las lagunas de este parque, y otra en el mar, atravesando las Salinas de Santa Pola y dejando al río Vinalopó sin su desembocadura original.
Las aguas de los embalses de El Hondo (embalse de Levante y Poniente) proceden principalmente de la desecación en 1803 de la laguna de Villena (> 717 ha) a través de la acequia del rey, ejecutada por Carlos IV para procurarse diezmos en beneficio de su renta, y de la desembocadura del río Segura, siendo elevadas desde el molino harinero de San Antonio, en Guardamar del Segura, y descendidas por gravedad mediante los aportes fluviales desde la cuenca endorreica de la Laguna de Villena a través de la acequia del rey como afluente del río Vinalopó, para abastecer a los regantes de la Comunidad General de Regantes Riegos de Levante Izquierda del Segura, que es la propietaria de los mismos.
El Hondo está incluido en el convenio internacional Ramsar de protección de zonas húmedas y en la directiva europea Zona de Especial Protección de las Aves (ZEPA). Protege 2387 hectáreas y fue declarado parque natural por la Generalidad Valenciana el 12 de diciembre de 1988.

## Geografía
Este parque natural está formado por múltiples lagunas, de las cuales las dos mayores son la de Levante, de 450 hectáreas, y la de Poniente, de 650 hectáreas, que se alimentan de las aguas del río Segura y de los aportes fluviales encauzados por la acequia del rey al río Vinalopó, provenientes de la gran laguna de Villena, de más de 717 ha, la cual fue desecada por la ciudad de Elche. El parque natural de El Hondo, junto con el de las Salinas de Santa Pola y su entorno, formaba parte de la cuenca hidrográfica del Bajo Vinalopó, que fue colmatada en el siglo XVII debido a las aportaciones naturales y los aterramientos del pueblo de Crevillente para obtener nuevas tierras de cultivo.
El Hondo presenta un clima mediterráneo con características semiáridas propias del sureste de la península ibérica.

## Flora

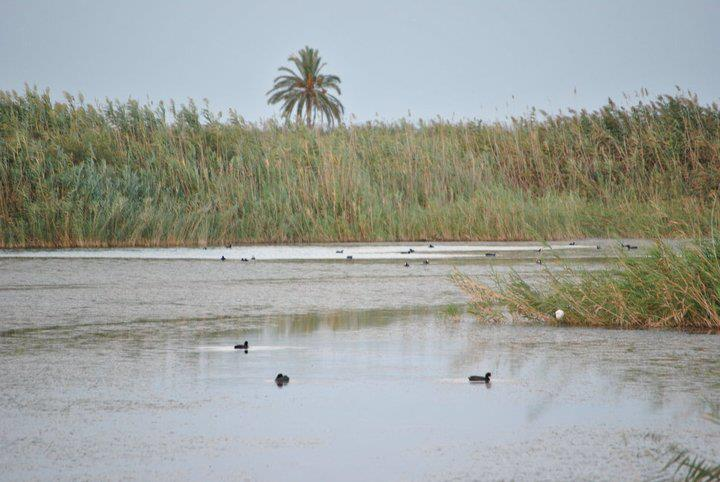
Flora y fauna en una de las lagunas

Aunque el entorno del parque natural es bastante homogéneo, es posible diferenciar dos tipos de ambientes en función de la profundidad y salinidad de las aguas. En los embalses, debido al agua relativamente dulce y con alto grado de eutrofia, apenas existe vegetación sumergida, destacando el carrizo y el junco en las aguas poco profundas. En las charcas periféricas, por término medio más saladas y con aguas de mejor calidad que los embalses, se presentan diversas especies típicas del saladar endémicas del sureste peninsular como son el limónium, la suadea o la salicornia.

## Fauna
En las lagunas existen muy variadas especies animales como son la anguila, el mújol, el camarón de agua dulce y sobre todo el fartet, pez endémico de la región mediterránea española. Pero sin lugar a dudas, el parque destaca por su avifauna. De las múltiples especies existentes destacan la cerceta pardilla y la malvasía cabeciblanca con dos de las principales poblaciones mundiales. Existe una gran abundancia de garzas en la época de cría destacando entre todas la garza imperial, el martinete y la garcilla cangrejera. También es posible encontrar otras especies como la avoceta, la cigüeñuela, la canastera, la focha moruna, el pájaro moscón o el carricerín real. Entre las rapaces destacan el águila pescadora, el aguilucho lagunero y el águila moteada. Además, cabe destacar la reaparición de la nutria aun en proceso de recuperación. Toda esta fauna perteneció al gran entorno lagunar de Villena, tal y como dejó escrito en su "Libro de la Caza" el príncipe don Juan Manuel de Villena en los siglos XIII-XIV, la cual se vio obligada a emigrar de sus tierras de origen hasta Elche, tras la desecación de la gran laguna Villenense.

## Accesos
La manera más sencilla de llegar al parque es mediante la autovía que va de Alicante a Murcia, tomando el desvío de Crevillente–Estación, donde hay que seguir en dirección a dicha estación hasta llegar a la pedanía de San Felipe Neri.